# 발렌타인데이
발렌타인데이 또는 성 발렌티누스 축일(영어: Saint Valentine's Day, 이탈리아어: festa di san Valentino)은 초기 기독교의 사제였던 발렌티누스의 축일에서 유래한 기념일이다. 국립국어원 지정 표준어는 '밸런타인데이'이지만, 보통 '발렌타인데이'라고 부른다.
발렌타인데이는 매년 2월 14일에 기념하며 토요일이나 일요일과 겹치지 않을 경우 일반적인 평일이다. 발렌타인데이는 연인들이 서로의 사랑을 확인하는 날이기도 하다. 현재 서양에서는 특정 성별에 관계없이 초콜릿 등 선물을 나누기도 한다.
발렌타인데이의 유래에 대해서는 3세기 보편교회 시절의 성 밸런타인 주교가 군인들의 군기문란을 우려하여 미혼 남자들을 더 많이 입대시키기 위해 결혼을 금지하던 황제 클라우디우스 2세의 명령을 어기고 군인들의 혼인을 집례했다가 순교한 날인 2월 14일을 기념하기 위한 축일이라는 주장과 서양에서 새(bird)들이 교미를 시작하는 날이 2월 14일이라고 믿은데서 유래했다는 주장이 있다. 그러나 새들의 생체리듬은 양력보단 음력에 영향을 받기에 새들의 교미라는 주장은 신빙성이 없다. 단, 세계 각지에서 이날은 남녀가 서로 사랑을 맹세하는 날로서 의미를 지니고 있을 뿐이다.

## 역사
초콜릿 등 선물을 보내는 관습은 19세기 영국에서 시작되었다. 1936년 일본 고베의 한 제과업체의 밸런타인 초콜릿 광고를 시작으로 "발렌타인데이는 초콜릿을 선물하는 날"이라는 이미지가 일본에서 정착되기 시작했으며 1960년 일본 모리나가 제과가 여성들에게 초콜릿을 통한 사랑고백 캠페인을 벌이기 시작한 것이 계기가 되어 여성이 초콜릿을 통해 좋아하는 남성에게 사랑을 고백하는 날로서의 일본식 발렌타인데이가 정착되기 시작했다. 모리나가 제과는 발렌타인데이에 남성도 좋아하는 여성에게 초콜릿을 주자라는 캠페인을 전개하기 시작하여 초콜릿 상표 인쇄가 거꾸로 새겨진 이른바 〈逆초코〉시리즈를 발매하기 시작했다.

## 논란
대한민국과 일본에서는 "여성이 남성에게 초콜릿 등 선물을 주며 사랑을 고백하는 날"로 기념하는 것은 일본의 풍습이며 과도한 상술이라고 지적하는 의견이 존재한다.

## 기타
사우디아라비아에서 발렌타인데이를 챙기는 것은 금지되어 있고, 이는 사우디아라비아의 관점에서 발렌타인데이가 비이슬람교 유럽 축일로 간주되기 때문이다.  2012년 사우디아라비아 경찰은 발렌타인데이를 챙긴 140명 이상의 무슬림을 체포했다.
조선민주주의인민공화국에서는 광명성절과 지나치게 가깝고 적성국의 문화라는 이유로 발렌타인데이를 챙기지 않는다.
중국에서는 520이라는 중국식 발렌타인데이도 존재한다.
브라질의 발렌타인 데이는 6월 12일이다.

## 같이 보기
- 화이트데이